# イントレランス
『イントレランス』（英語: Intolerance）は、1916年に公開されたアメリカ映画である。モノクロ・サイレント。監督・脚本はD・W・グリフィス、主演はリリアン・ギッシュ。
本作は巨大なセットを作り、大量のエキストラを動員させるなど、前作『國民の創生』よりも高額の38万5000ドルの製作費を投じ、文字通りの超大作となったものの、興行的に大惨敗した。しかし、4つの物語を並行して描くという構成や、クロスカッティング、大胆なクローズアップ、カットバック、超ロングショットの遠景、移動撮影などの画期的な撮影技術を駆使して映画独自の表現を行い、アメリカ映画史上の古典的名作として映画史に刻まれている。そんな本作は映画文法を作った作品として高い芸術的評価を受けているだけでなく、ソ連のモンタージュ理論を唱えた映画作家を始め、のちの映画界に多大な影響を与えた。

## ストーリー
この映画は、いつの時代にも存在する不寛容（イントレランス）を、4 つのエピソードを並行して構成されており、クライマックスに近づくにつれて、エピソードのクロスカッティングの頻度が増し、人類が時代を超えて根強く持つ人間の心の狭さを糾弾した。
古代の「バビロニア編」（紀元前 539 年）は、新バビロニアの王、ナボニドゥスが他国との遠征で国を空けることが多かったため、摂政として息子のベルシャザル王子が国内を治め、寵姫と愛し合っていた。
一方、山の娘は兄と喧嘩ばかりしていたので、嫁のオークションに掛けられるが買い手は付かず。そんな時にベルシャザル王子が山の娘に声を掛けて、山の娘は王を敬うようになる。
そんなある日、新バビロニアを狙っていた隣国のアケメネス朝ペルシア帝国の国王キュロス大王が、大軍を率いて新バビロニアの首都バビロンを攻撃するが、山の娘も参加した戦闘は新バビロニア軍の勝利に終わり、勝利への祝福としてベルシャザールの饗宴が何日も開催される。
バビロニアでの伝統的なベル教の信者に、新たなイシュタルの信仰が浸透してくるなか、ベル教の影響力が減ることを恐れたベル・マルデゥクの司祭は、敵であるキュロス大王と通じる。山の娘に恋する吟遊詩人から合言葉を聞いて、山の娘は司祭の後を追いかけ、裏切りを知り、バビロンに戻ろうとするのだが間に合わず、ベル司祭の部下は門を空けて、ペルシャの大軍は首都バビロンに侵攻、宮殿の中にも入り、ベルシャザル王とその寵姫は自殺、山の娘も戦死し、新バビロニアはペルシャ軍にに滅ぼされる。
聖書の「ユダヤ編」（西暦 27 年頃）は、カナの婚礼と姦淫の罪で捕らえられた女をキリストは助けるが、やがてファリサイ派の迫害によりイエスは磔刑にされる。4 つのエピソードの中で最も短い。
ルネッサンス時代の「フランス編」（1572年）は、カトリックのヴァロワ朝のカトリーヌ・ド・メディシスの息子、シャルル九世とプロテスタントであるユグノー教徒が対立していた。カトリーヌ・ド・メディシスの提案により、シャルル九世の妹マルグリットはユグノー派のナバラ王アンリと結婚して、両者は和解を試みる。
庶民のブラウン・アイズは、恋人のプロスペル・ラトゥールとの結婚を考えているが、傭兵がブラウン・アイズに一目惚れする。
やがてユグノーの中心人物であるコリニー提督が狙撃されて負傷する事件が起き、サン・バルテルミの祝日にシャルル9世の命令によりカトリック強硬派がユグノー貴族やプロテスタント市民を虐殺するサン・バルテルミの虐殺事件が起き、結婚式を挙げる予定だったブラウン・アイズはユグノー派だった為、殺害の対象となる。
プロスペルが助けに行こうとする中、ブラウンを好きになっていた傭兵は彼女を物にしようとして断られて刺し殺してしまい、駆け付けたプロスペルも射殺される。
アメリカの「現代編」 (1914 年頃) は、資本家のアーサー・ジェンキンズは、独身の妹のメアリーの慈善事業のために、もっとお金を稼ごうと労働者の賃金を１割削減するよう命じる。反対する労働者のストライキはアーサーが動員したギャングに鎮圧され、町を離れざるを得なくなった人々の中に、ストライキで父親を殺された青年、乙女、乙女の父親と孤独の娘がおり、大都会に向かう。
孤独の娘は”貧民街の銃士”というギャングのリーダーの情婦となり、青年もギャングに加わる。乙女の父親が死んだので、青年は乙女と結婚して犯罪から足を洗おうとするが、銃士の罠にかかり、窃盗の罪を着せられる。
青年が刑務所にいる間に妻は子供を産むが、メアリーからの資金で活動を活発化させた「社会向上運動主義者」によって子供を奪われてしまう。銃士は子供を取り返してやるという口実で青年の妻に言い寄り、青年が刑務所から釈放されて帰ると、彼は銃士が妻を強姦しようとしているのを知る。この様子を窓外から見て嫉妬に燃えた銃士の情婦の孤独の娘が、銃士を射殺して逃げる。青年はピストルを拾い上げたところを警察に踏み込まれ、殺人罪に問われて、無実の罪で死刑の宣告を受ける。
乙女は州知事に嘆願書を出すが受け入れられず。死刑執行の直前、親切な警官が乙女を助けて捜査を手伝い、孤独の娘が犯人であることを自供、乙女は刑の執行を中止させようと知事の乗った列車を車で追いかけ、処刑される寸前で青年の命を救う。
エピローグでは、戦いや刑務所よりも花畑で楽しむ人たちの姿を映して終わる。

## キャスト
- 揺り籠を揺らす女：リリアン・ギッシュ

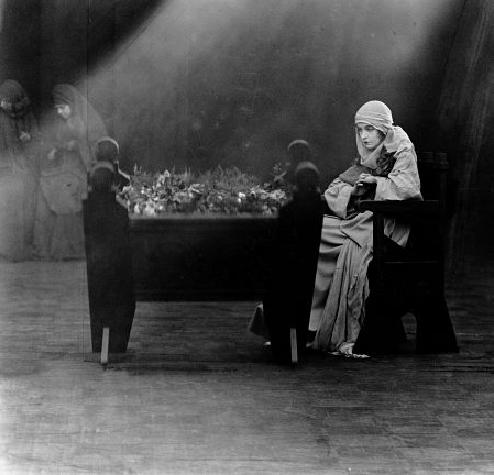
揺り籠で眠る赤ん坊を見詰めるリリアン・ギッシュ

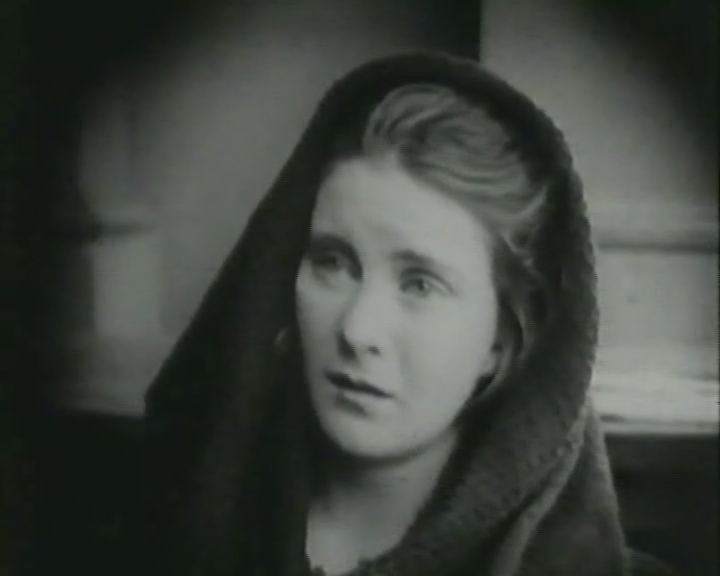
メエ・マーシュ

- エピローグの少女：ヴァージニア・リー・コービン
- エピローグの少年：フランシス・カムポー（英語版）

【現代アメリカ篇】
- 乙女：メエ・マーシュ
- 青年 - ジェンキンス工場の労働者：ロバート・ハーロン（英語版）
- 乙女の父親 - ジェンキンス工場の労働者：フレッド・A・ターナー（英語版）
- 孤独な娘 - 青年の元隣人：ミリアム・クーパー（英語版）
- スラムの銃士ウォルター・ロング（英語版）
- 親切な警官：トム・ウィルソン
- メアリー・ジェンキンス - 慈善活動を行うアーサーの妹：ヴェラ・ルイス（英語版）
- アーサー・ジェンキンズ - 資本家：サム・デ・グラッセ（英語版）
- 裁判長：ロイド・イングラム
- 市長：ラルフ・ルイス（英語版）
- 刑務所の牧師：W・Ａ・マクルーア
- 親切な隣人：ドア・デビッドソン（英語版）
- その妻：アルバータ・リー
- ストライキの指導者：モンテ・ブルー
- 検事：ジョン・Ｐ・マッカーシー
- 弁護士：バーニー・バーナード

【中世フランス篇】
- ブラウン・アイズ：マージョリー・ウィルソン（英語版）
- プロスペル・ラトゥール - ブラウンの恋人：ユージン・パレット
- ブラウンアイズの父：スポティスウッド・エイトキン（英語版）
- ブラウンアイズの母：ルース・ハートフォース
- 傭兵：アラン・シアーズ
- カトリーヌ・ド・メディシス - シャルル9世の母：ジョセフィン・クローウェル
- シャルル九世 - カトリックの国王：フランク・ベネット（英語版）
- アンジュー公アンリ - シャルル九世の弟：マックスフィールド・スタンリー
- コリニー提督 - ユグノー派：ジョセフ・ヘナベリー（英語版）
- 王妹マルグリット：コンスタンス・タルマッジ
- ナバラ王アンリ - ユグノー派で有力な王位継承権を持つブルボン家当主：W・E・ローレンス（英語版）
- 牧師：Ａ・W・マクルーア
- 牧師に匿われる少女：ペギー・カートライト

【ユダヤ篇】
- イエス・キリスト：ハワード・ゲイ（英語版）
- 聖母マリア：リリアン・ランドン（英語版）
- マグダラのマリア：オルガ・グレイ（英語版）
- 花嫁：ベッシー・ラヴ
- 花婿：ジョージ・ウォルシュ（英語版）
- 花嫁の父：ウィリアム・H・ブラウン
- 結婚式のゲスト：W・S・ヴァン・ダイク
- パリサイ人：エリッヒ・フォン・シュトロハイム、エリッヒ・フォン・リツァウス、ウィリアム・コートライト

【バビロニア篇】
- 山の娘：コンスタンス・タルマッジ
- 吟遊詩人 - ベルの司祭に仕える：ラプソドス：エルマー・クリフトン
- ベルシャザル王子 - 新バビロニアの王、ナボニドゥスの息子：アルフレッド・パジェット（英語版）
- ベルシャザル王子の寵姫：シーナ・オーウェン（英語版）
- ベル・マルデゥクの司祭：タリー・マーシャル
- キュロス大王：ジョージ・シーグマン
- ナボニドゥス王 - 新バビロニアの王：カール・ストックデール（英語版）
- 勇猛な兵士：エルモ・リンカーン（英語版）
- 山の娘の兄：フランク・ブラウンリー（英語版）
- 踊り子：ルース・セント・デニス・ダンサーズ
- 戦死する息子：ウォーレス・リード
- ベルの司祭の部下：ジョージ・ベレンジャー
- 城門の隊長：テイラー・Ｎ・ダンカン
- 裁判長：ジョージ・フォーセット
- ハーレムの少女：ミルドレッド・ハリス、カーメル・マイヤーズ、ナタリー・タルマッジ、イヴ・サザーン（英語版）
- 猿を肩に載せた兵士：ダグラス・フェアバンクス

【役柄不明】
- トッド・ブラウニング
- フランク・ボーゼージ
- ドナルド・クリスプ
- コンスタンス・コリアー（英語版）
- ハーバード・ビアホーム・トゥリー（英語版）

## スタッフ
- 監督：D・W・グリフィス
- 製作：D・W・グリフィス
- 脚本：D・W・グリフィス
- 撮影：ビリー・ビッツァー（英語版）
- 編集：D・W・グリフィス、ジェームズ・スミス、ローズ・スミス
- 美術：ウォルター・L・ホール
- 衣装：クレア・ウェスト
- 特殊撮影：ハル・サリバン
- 撮影協力：カール・ブラウン
- 撮影助手：ルイス・ビッツァー
- 助監督：ハーバード・スッチ
- バビロン編B班監督：シドニー・フランクリン
- 現代アメリカ編助監督：トッド・ブラウニング、ロイド・イングラム、モンテ・ブルー、エドワード・ディロン
- 聖書編助監督：W・S・ヴァン・ダイク
- バビロン編助監督：エルマー・クリフトン、ジャック・コンウェイ、アラン・ドワン、ヴィクター・フレミング、シドニー・フランクリン、ジョセフ・ヘナベリー（英語版）
- 作詩：ウォルト・ホイットマン
- 脚本（字幕）：トッド・ブラウニング、ヘッティ・グレイ・ベイカー（英語版）、アニタ・ルース（英語版）、フランク・E・ウッズ（英語版）、メアリー・H・オコナー（英語版）
- プロダクションアシスタント：エリッヒ・フォン・シュトロハイム

## 製作
本作は、異例の大ヒットを記録した前作『國民の創生』を発表したグリフィスが、この作品を製作するために自らの出資で設立したウォーク・プロデューシング・コーポレーションで製作し、グリフィスが当時参加していたトライアングル・フィルム・コーポレーションが配給した。この作品の前に『母と法律』という作品を製作していたが、これに3つの物語を挿入して『イントレランス』として完成させた。1915年の夏ごろに製作を開始したが途中で資金が無くなったため、前作『國民の創生』で得た収入を製作に投資した。
「バビロン篇」ではサンセット大通りの脇に高さ90メートル・奥行き1200メートルにも及ぶ巨大な城塞のセットをつくり、城壁は馬車2台が余裕で通れるほどの幅があった。石造建築を含むこの古代バビロンのセットは解体に費用がかかりすぎて、何年も放置された（後述）。

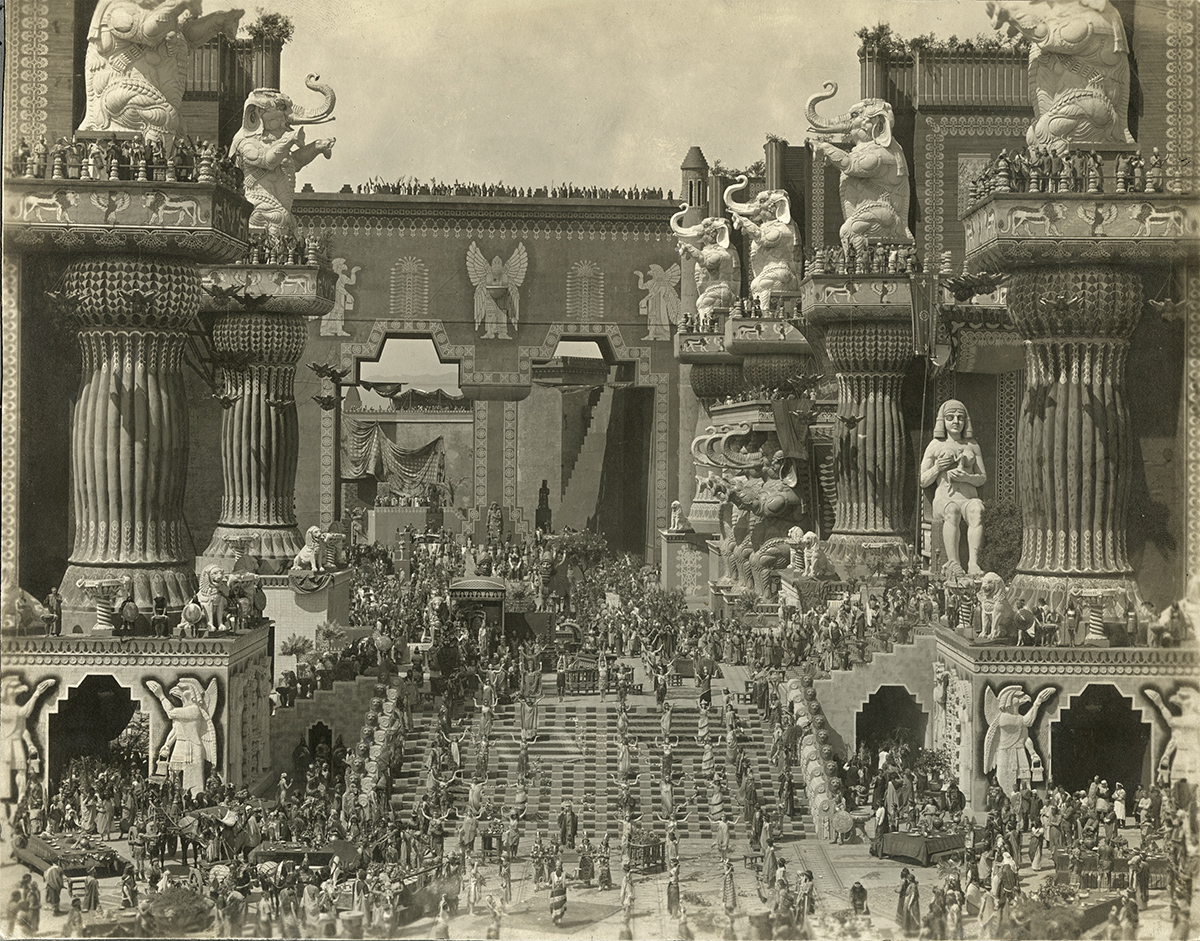
壮大なバビロンのセット

本作の主演はリリアン・ギッシュであるが、彼女は4つの物語には登場せず、物語の間のつなぎに登場する揺り籠を揺らす女性役で出演している。この女性は寛容の象徴・聖母マリアをイメージしているという。出演者にはギッシュ、メエ・マーシュなど、グリフィス作品の常連が出演しているほか、ダグラス・フェアバンクスや監督になる前のフランク・ボーゼージ、エリッヒ・フォン・シュトロハイムらもエキストラで出演している。

## 公開・反響

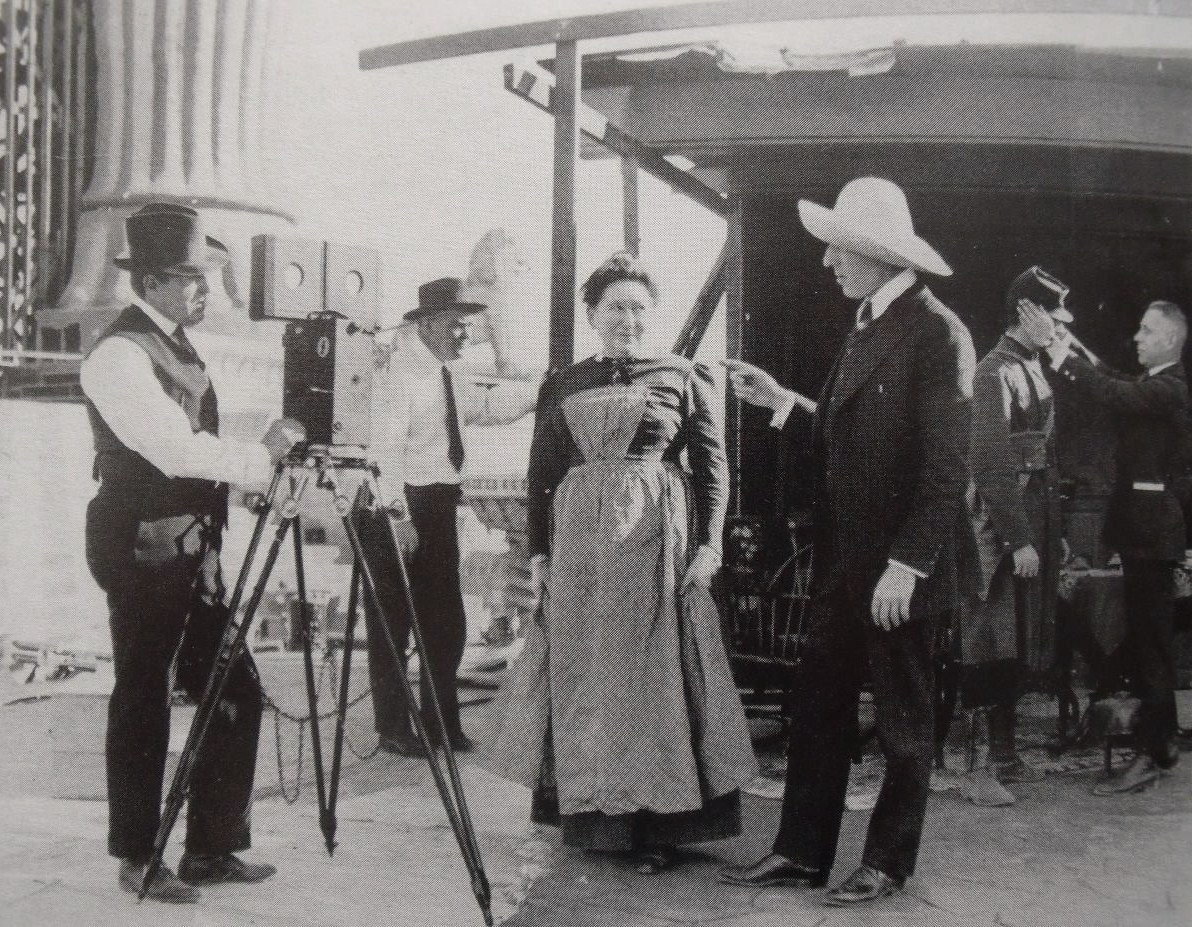
撮影時の1コマ。左からG・W・ビッツァー、一人置いてジョセフィン・クローウェル、D・W・グリフィス、一人置いてエリッヒ・フォン・シュトロハイム

作品はもともと8時間の長さに及び、グリフィスは4時間ずつに分けて2部構成で公開しようと考えていたが、興行主の反対で3時間ほどに短縮された。1916年8月5日にカリフォルニアで先行公開され、9月5日にニューヨークのリバティ劇場で封切られた。しかし、4つの物語が同時並行的に進行するという構成があまりにも斬新過ぎて難解だったこと、第一次世界大戦初頭の反戦ムード・厭戦ムードの中で「不寛容」をテーマに構想された映画が、制作が長引いた結果、参戦ムードが高まりはじめた1916年に公開されたために時代の空気と内容が合わなかったこと、アメリカ以外の話も取り上げていたため観客の関心をひかなかったことなどが理由で、興業的には大失敗してしまう。配給元のトライアングル・フィルム・コーポレーションもこの失敗で1917年に製作を停止している。さらにこの影響で壮大なバビロンのセットの解体費用も賄えず、このセットは数年の間廃墟のように残ってしまった。
日本では、1919年（大正8年）3月、小林喜三郎が当時桁外れに高額な入場料である「10円」で興行を打ち、大ヒットする。日本では4つの並行モンタージュを再編集して解消している。この編集を行ったのは岩藤思雪である。小林は同興行で得た資金で、同年12月に国際活映を設立した。

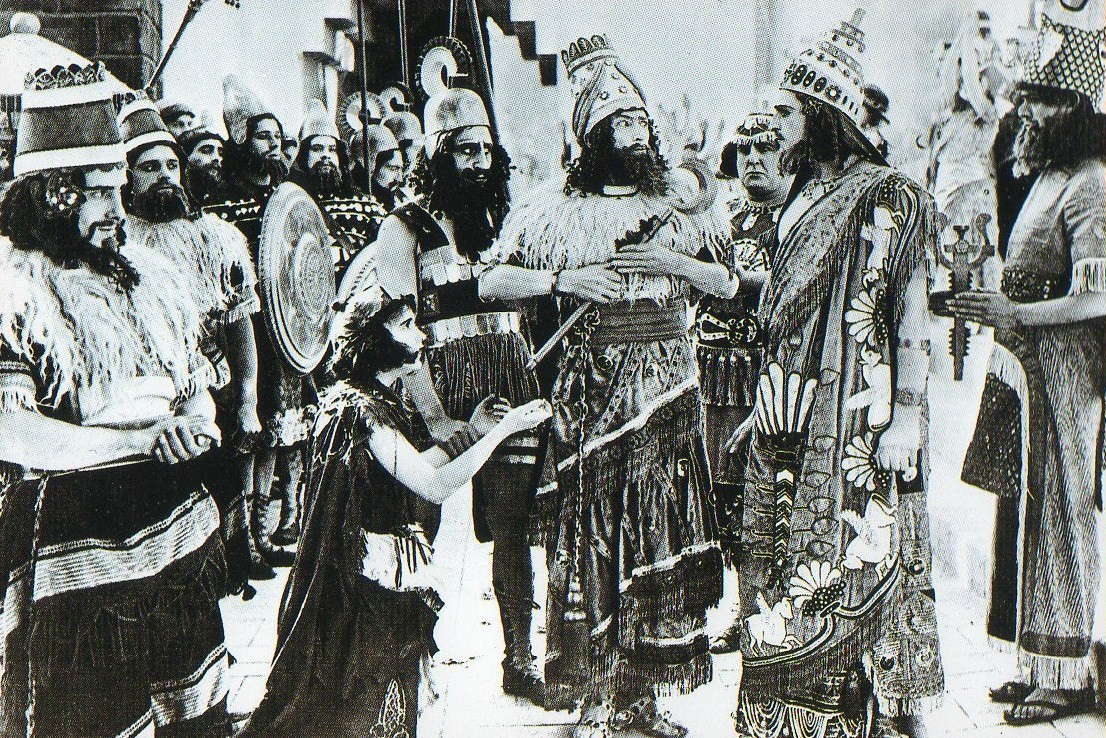
バビロン篇のワンシーン

1989年に、最高入場料8,000円でオーケストラの伴奏付きでリバイバル上映された。リバイバル版にはリチャード・エドランド作の新たなオープニング映像が加えられている。この上映会は同年に日本でも開催され、フルオーケストラ（大友直人指揮：新日本フィルハーモニー交響楽団演奏）の演奏付きで、日本武道館・大阪城ホールおよび名古屋の日本ガイシホールの3か所で行われた。同年、アメリカ国立フィルム登録簿に登録された。
現在、作品はパブリックドメインのため、上映時間の異なる様々なバージョンが流布している。16ミリプリントを原版とするキリアム版（176分）、35ミリプリントを原版とし回転数の遅いキノ版（197分）、ケヴィン・ブラウンローとディヴィッド・ギルによる復元版（197分）、ZZプロダクションがアルテ・フランスらと共同で復元したデジタル復元版（177分）の4つのバージョンが主に存在する。日本ではIVC（162分）と紀伊國屋書店（177分）からDVDが発売されている。

## 評価
ランキング
- 「映画史上最高の作品ベストテン」（英国映画協会『Sight & Sound』誌発表）※10年毎に選出
  - 1952年：「映画批評家が選ぶベストテン」第5位
  - 1962年：「映画批評家が選ぶベストテン」第26位
  - 1982年：「映画批評家が選ぶベストテン」第32位
  - 1992年：「映画批評家が選ぶベストテン」第26位
  - 2002年：「映画批評家が選ぶベストテン」第45位
  - 2012年：「映画批評家が選ぶベストテン」第40位
- 1958年：「世界映画史上の傑作12選」（ブリュッセル万国博覧会発表）第7位
- 2000年：「20世紀の映画リスト」（米『ヴィレッジ・ヴォイス』紙発表）第17位
- 2007年：「アメリカ映画ベスト100（10周年エディション）」（AFI発表）第49位
- 2008年：「史上最高の映画100本」（仏『カイエ・デュ・シネマ』誌発表）第65位
- 2013年：「オールタイムベスト100」（米『エンターテイメント・ウィークリー』誌発表）第50位

以下は日本でのランキング
- 1988年：「大アンケートによる洋画ベスト150」（文藝春秋発表）第76位
- 1995年：「オールタイムベストテン・世界映画編」（キネマ旬報発表）第30位

## 後世への影響
タヴィアーニ兄弟監督による映画『グッドモーニング・バビロン!』（1987年）は、『イントレランス』製作の舞台裏を描いた映画である。
アニメ版『キテレツ大百科』に『イントレランス』を観て感動したキテレツ、コロ助、みよ子、ブタゴリラ、トンガリの5人が航時機に乗って『イントレランス』を撮影中のD・W・グリフィスに会いに行くエピソードがある(第56話)。
日本の映像、舞台、イベント業界では建築で用いられる金属製の足場のことを「イントレ」という業界用語で呼称するが、これはバビロンのセットで俯瞰撮影を行うために多くの 俯瞰用の足場を組んだことから、これをこの映画のタイトルで呼ぶようになり、それが略された事に由来すると言われる。